# 亮巨星
亮巨星在約克光譜分類中的光度屬於Ⅱ，是介於超巨星和巨星之間的恆星。一般來說，是光度比巨星明亮但又達不到超巨星程度的恆星。
在各種不同的顏色中，知名的亮巨星有：
- 参宿三（猎户座δ星）：藍色的亮巨星（O型）。
- 弧矢七（大犬座ε星）：藍白色的亮巨星（B型）。
- 北極一（小熊座γ星）：白色的亮巨星（A型）。
- 尾宿五（天蝎座θ星）：黃白色的亮巨星（F型）。
- 天棓三（天龙座β星）：黃色的亮巨星（G型）。
- 星宿一（長蛇座α星）：橘色的亮巨星（K型）。
- 帝座（武仙座α星）：紅色的亮巨星（M型）。